# Ахерон (острів)
Острів Ахерон — один з островів на південь від групи островів Гейт-Палм. Острів знаходиться на півдорозі між островом Магнетик і островом Гейт-Палм.
Острів розташований біля  межі затоки Галіфакс і Коралового моря, на схід від Роллінгстоуна і на північ від Таунсвілла приблизно за 40 км.
Острів знаходиться трохи на північ від острова Раттлснейк, де Повітряні сили Австралії проводять навчальні бомбардування. Є можливим місцем випадкового навчального бомбардування 500-фунтовою бомбою Mk84 FA-18 RAAF, яким керував обмінний пілот RAF у 1997 році. На острові перебувало четверо кемперів, і почалася велика пожежа. Інші сусідні острови — острів Геральд, острів Брамбл і скелі Корделія.

## Клімат
| Кліматограма Acheron Island                                                                     | Кліматограма Acheron Island | Кліматограма Acheron Island | Кліматограма Acheron Island | Кліматограма Acheron Island | Кліматограма Acheron Island | Кліматограма Acheron Island | Кліматограма Acheron Island | Кліматограма Acheron Island | Кліматограма Acheron Island | Кліматограма Acheron Island | Кліматограма Acheron Island |
| ----------------------------------------------------------------------------------------------- | --------------------------- | --------------------------- | --------------------------- | --------------------------- | --------------------------- | --------------------------- | --------------------------- | --------------------------- | --------------------------- | --------------------------- | --------------------------- |
| С                                                                                               | Л                           | Б                           | К                           | Т                           | Ч                           | Л                           | С                           | В                           | Ж                           | Л                           | Г                           |
| 168 26 24                                                                                       | 263 26 24                   | 273 28 24                   | 104 26 22                   | 59 25 21                    | 33 21 19                    | 52 22 19                    | 14 24 19                    | 4 26 21                     | 8 27 21                     | 34 28 23                    | 63 27 24                    |
| Середня макс. і мін. температури повітря (°C) Атмосферні опади (мм), за рік : 1075 мм. Джерело: |                             |                             |                             |                             |                             |                             |                             |                             |                             |                             |                             |